# Batalion Podchorążych Rezerwy Piechoty Nr 5
Batalion Podchorążych Rezerwy Piechoty Nr 5 (baon pchor. rez. piech. nr 5) – oddział piechoty Wojska Polskiego II RP przeznaczony do szkolenia kandydatów na oficerów piechoty rezerwy.

## Historia batalionu
W październiku 1923 w Niepołomicach został zorganizowany Batalion Szkoły Okręgu Korpusu V. Zadaniem jednostki było przeszkolenie podoficerów zawodowych. W ciągu roku odbywać się miały dwa pięciomiesięczne kursy szkolne. W lutym 1924 w składzie batalionu została utworzona jedna kompania podchorążych rezerwy licząca 62 uczniów. W tym roku obsadę personalną Baonu Szkolnego Piechoty Nr 5 tworzyli: mjr Julian Pajdak na stanowisku dowódcy, por. Eugeniusz Władysław Roth (adiutanta), mjr Mieczysław Drabik i kpt. Paweł Stolarz.
W październiku 1924 batalion został przeniesiony do Bronowic, gdzie zajął koszary im. gen. Sowińskiego. Z dniem 1 sierpnia 1925 minister spraw wojskowych zatwierdził obsadę personalną Batalionu Szkolnego Piechoty Okręgu Korpusu V. We wrześniu 1925 w skład baonu wchodziła kompania szkolna podchorążych rezerwy, kompania szkolna podoficerów zawodowych i kadrowy pluton ćwiczebny karabinów maszynowych. W lutym 1926, po przeprowadzeniu pięciu kursów, zakończono szkolenie podoficerów zawodowych. W tym samym roku zwiększono do trzech liczbę kompanii podchorążych rezerwy.
Na podstawie rozkazu Dowództwa Okręgu Korpusu Nr V z 8 września 1926 zarządzono częściowe przeniesienie batalionu z Bronowic do koszar im. Kazimierza Wielkiego w Łobzowie, zajmowanych przez Oficerską Szkołę Administracji. W Bronowicach pozostała 2 kompania, kwatermistrzostwo, kasyno oficerskie, świetlica z biblioteką, część taborów oraz warsztaty stolarskie, rusznikarskie i szewskie, natomiast do Łobzowa przeniesiona została 1 i 3 kompania, kuchnia żołnierska, adiutantura i część taborów.
Na podstawie rozkazu DOK V z 1 lipca 1927 batalion został przemianowany na Szkołę Podchorążych Rezerwy Nr 5 w Krakowie. Oddziałem macierzystym dla szeregowych zawodowych i niezawodowych, pełniących służbę w szkole był 20 pułk piechoty. 
22 kwietnia 1928 na terenie koszar, przed frontem gmachu szkolnego, odsłonięto popiersie marszałka Józefa Piłsudskiego, wykonane przez artystę-rzeźbiarza Tadeusza Błotnickiego. Odsłonięcia pomnika dokonał dowódca Okręgu Korpusu Nr V, generał dywizji Stanisław Wróblewski.
Od 14 maja do 23 czerwca 1928 w batalionie odbył się kurs oficerów rezerwy. 22 maja 1929 uroczyście zakończono kolejny kurs podchorążych rezerwy. 2 maja 1930 odsłonięta została tablica pamiątkowa w dziesiątą rocznicę wyzwolenia Ojczyzny od najazu bolszewickiego przez marszałka Józefa Piłsudskiego.
Z dniem 1 grudnia 1930 batalion został jednostką administracyjną. W tym samym miesiącu 4 kompania została skadrowana. W 1932 batalion został zlikwidowany.
W ciągu 9 lat istnienia jednostki zorganizowano pięć kursów podoficerów zawodowych, dwa kursy nauczycielskie (sześciotygodniowe) i dwa kursy oficerów rezerwy (również sześciotygodniowe). Wyszkolono łącznie 2412 podchorążych rezerwy (1903 w latach 1924–1931 i 509 w roku szkolnym 1931/1932).

## Dowódcy
- mjr piech. Julian Pajdak (X 1923[1] – X 1926[13])
- ppłk piech. Feliks Romer (X 1926[13] – †5 V 1927[14])
- mjr / ppłk piech. Władysław Muzyka (V 1927[15] – 16 V 1930[9][16])
- mjr / ppłk piech. Stanisław II Klementowski (16 V 1930[9][16] – 15 VII 1932[17])

## Obsada personalna baonu w 1932
Obsada personalna batalionu w 1932
- dowódca baonu – ppłk Stanisław II Klementowski
- kwatermistrz – kpt. Tadeusz Ludwik Rybka
- adiutant i oficer administracyjno-materiałowy – kpt. Julian Hajnos
- płatnik – por. gosp. Stanisław Jan Wojtas
- dowódca 1 kompanii – kpt. Władysław Muklewicz
- dowódca plutonu – kpt. Boguchwał Stanisław Ogłaza
- dowódca plutonu – por. Adolf Julian Pawlikowski
- dowódca plutonu – por. Adam Józef Potocki
- dowódca 2 kompanii – kpt. Stefan IV Kozłowski
- dowódca plutonu – kpt. Marian Mordawski
- dowódca plutonu – kpt. Zbigniew Garwacki
- dowódca plutonu – por. Piotr Antoni Zaremba
- dowódca 3 kompanii – kpt. Tadeusz Józef Piotrowski
- dowódca plutonu – por. Ryszard Klauziński
- dowódca plutonu – por. Stefan Dybkowski
- dowódca plutonu – por. Kazimierz Bak
- dowódca kompanii ckm – kpt. Józef Dyba
- dowódca plutonu – por. Wilhelm Mikoś
- dowódca plutonu – por. Michał Jęglet
- dowódca plutonu – por. Tadeusz Zbigniew Zbiegień

W roku szkolnym 1931/1932 obowiązki kapelana batalionu pełnił ks. proboszcz rez. Tadeusz Albin Kruszyński. Od listopada 1928 do marca 1931 obowiązki zastępcy dowódcy batalionu pełnił mjr Adam Obtułowicz.

## Podchorążowie
Kurs 1932
- Ludwik Christians – prymus 1 kompanii
- Erwin Koniarek – prymus 2 kompanii
- Józef Nycz †1940 Charków
- Władysław Kwiatyński – prymus 3 kompanii
- Stefan Reychman, inż. arch., batalion ON „Gdynia I”, †11 IX 1939
- Jan Borowski – prymus kompanii ckm
- Andrzej Nowikow